# Єди-Кую
Єди́-Кую́ (крим. Yedi Quyu, рос. Еды-Кую, до 1957 року Сім Коло́дязів, з 1957 по 2023 — Ле́ніне) — селище в Україні, у Керченському районі Автономної Республіки Крим, колишній адміністративний центр Єдикуйського району.

## Географія
Розташоване в східній частині Криму, у північно-західній частині Керченського півострова, за 156 км. від Сімферополя.
Поряд знаходиться залізнична станція Сім Колодязів Придніпровської залізниці.
Є автостанція. Автобусний зв'язок з м. Щолкіне і селами району.

## Населення
Населення — 8,5 тис. чоловік, з яких 63,9 % — росіяни, 19,3 % — українці, 12,5 % — кримські татари.

## Історія
Виявлені поблизу Єди-Кую поселення доби бронзи, група скіфських курганів, рештки античного поселення III—I ст. до н. е. свідчать, що люди жили тут з давніх-давен.
Утворення селища пов'язане з будівництвом на Керченському півострові в кінці XIX ст. станції Керченської смуги Курсько-Харківсько-Севастопольської залізниці.
Відсутність води не давала можливості розвитку населеного пункту. До 22 березня 1921 р. на станції Сім Колодязів проживало 34 жителі.
25 липня 1931 р. Президія ЦВК Кримської АРСР ухвала рішення про перенесення центру Ленінського (тоді Петровського) району в село Ленінське на станції Сім Колодязів.
У довоєнні роки в Семи Колодязях почали будувати хлібоприймальний пункт, харчокомбінат, бавовняний комбінат, була відкрита середня школа.
У 1939 р. тут проживало 1683 чоловік.

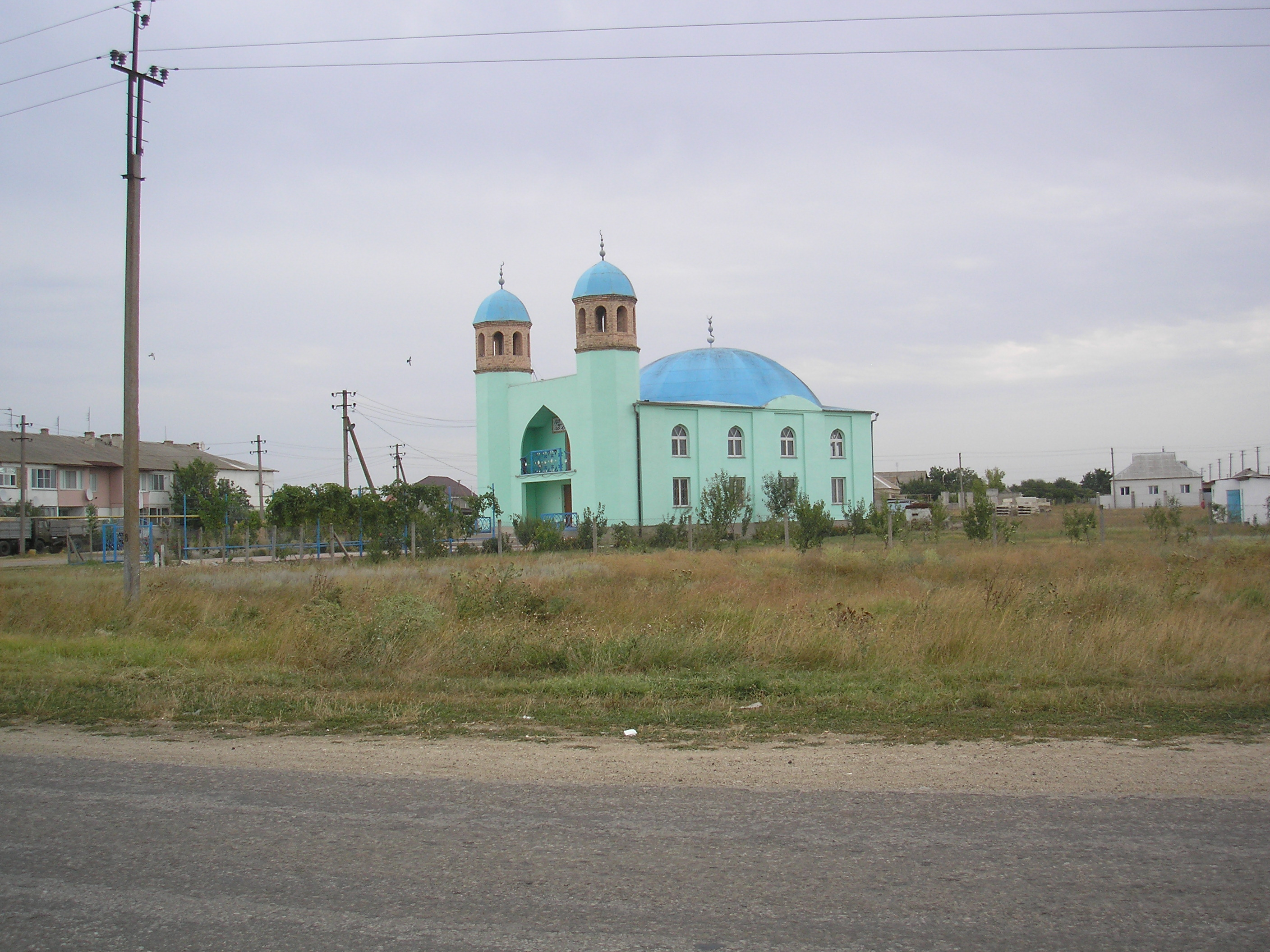
Мечеть Єди-Кую Меркез Джамі

В період другої світової війни на території селища діяла підпільна організація, до складу якої входили К.Богданов, А.Беспалов, Г.Останін, А.Павленко, Е.Іванов, Г.Перемещенко. У період бойових дій на Кримському фронті (1942 рік), на станції Сім Колодязів були розташовані 6 військових польових госпіталів. У цей період тут виникло декілька великих поховань. На згадку про дислокацію одного з госпіталів на будівлі школи селища встановлена меморіальна дошка. Під час війни, через брак води село називали «Сім смертей».
Територія селища звільнена в квітні 1944 року.
У післявоєнні роки поблизу селища будувалося Юзмацьке водосховище. Створювалися ставки і водосховища, бурилися бурові свердловини, протягувалася сітка водопроводів. З 1952 р. в райцентрі з'явилися перші водоколонки.
25 травня 1957 р. населений пункт при станції Сім Колодязів одержав назву Леніне з присвоєнням статусу с.м.т.
Будівництво Північно-Кримського каналу дало новий поштовх для розвитку селища. Пожвавлення викликало і почало робіт по будівництву Кримської АЕС.
У 2015 році селище внесено до переліку населених пунктів, які потрібно перейменувати згідно із законом «Про засудження комуністичного та націонал-соціалістичного (нацистського) тоталітарних режимів в Україні та заборону пропаганди їхньої символіки».
12 травня 2016 року постановою Верховної Ради України № 1352-VIII селище перейменоване на Єди-Кую відповідно до вимог закону «Про засудження комуністичного та націонал-соціалістичного (нацистського) тоталітарних режимів в Україні та заборону пропаганди їхньої символіки». Постанова набрала чинності у 2023 році.

## Економіка

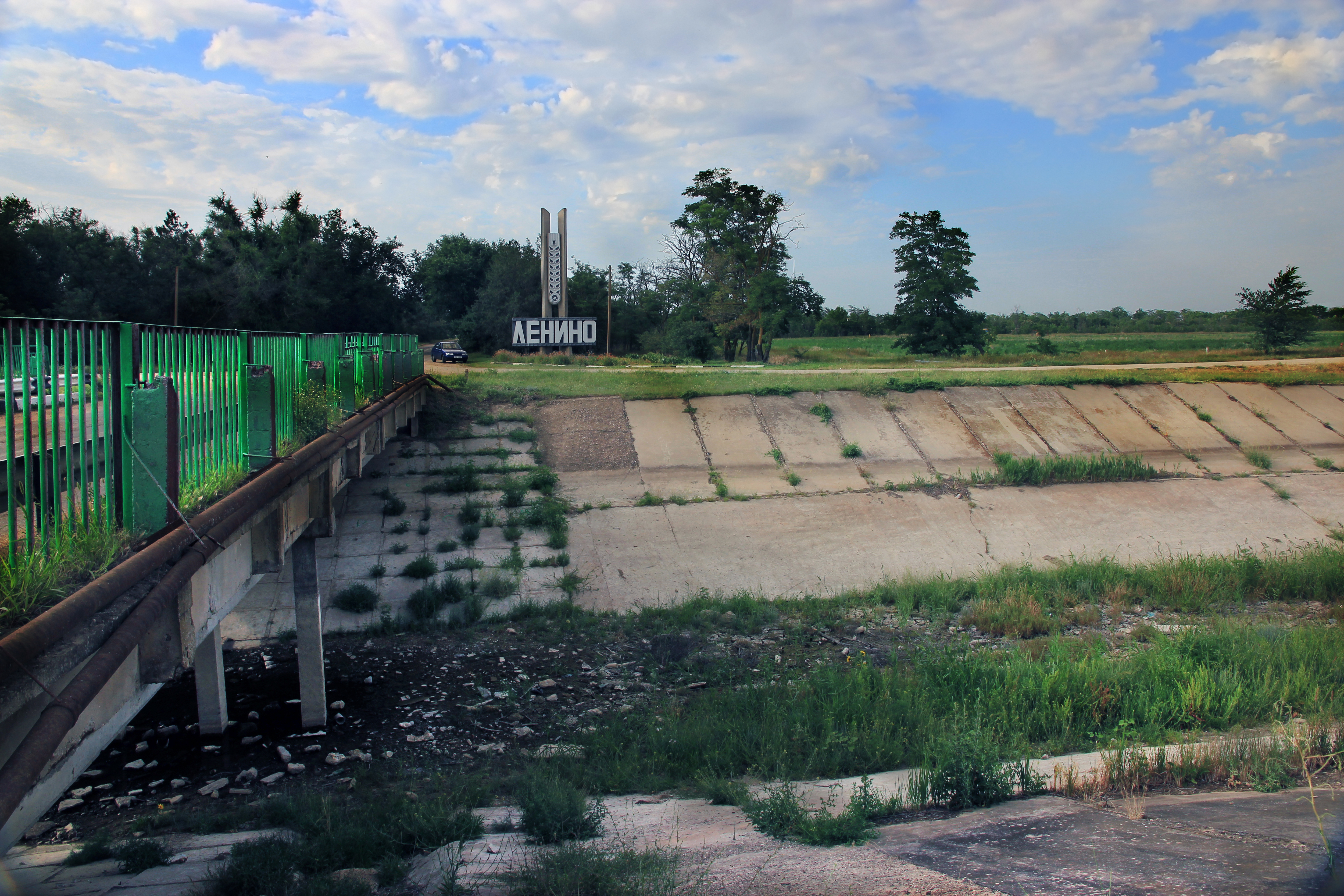
Північно-Кримський канал біля Леніне. 5 липня 2014

Основними підприємствами селища, є: АТ «Нафтобаза», Управління Північно-Кримського каналу, ОАТП «Пересувна механізована колона 128», яка обслуговує русло Північно-Кримського каналу, ДП «Райсільгоспхімія», АТ «Райпост», хлібозавод, пекарня, Управління водного господарства, Районне дорожньо-ремонтне управління, друкарня, ОАТП завод «Мелаліст» (ремонт техніки), АТП-14339, Держлісгосп, газобалонна станція, ТОВ «Інкубаційна станція», ДП «Чорноморнафтогазпром».

## Соціальна сфера
У селищі діють: 2 загальноосвітніх школи, професійно-технічне училище, бібліотека, музична школа, ДЮСШ, спортивно-туристичний клуб, районний Будинок культури, літературне об'єднання «Сирінга»; районна лікарня. Є Музей історії району, готель, відділення банків.
Діє православна церква, мусульманська мечеть Єди-Кую Меркез Джамі.

## Пам'ятники
На території селища встановлений пам'ятний знак загиблим односельцям, воїнам, партизанам, підпільникам, мирним жителям; пам'ятний знак жителям району, воїнам-інтернаціоналістам, які загинули в Афганській війні.

## Постаті
- Алімє Абденанова (1924—1944) — радянська розвідниця кримськотатарського походження, резидент відділу розвідки штабу Приморської армії. Кавалер ордена Червоного Прапора (1944). Герой Російської Федерації (2014, посмертно)
- Затилюк Олексій Олександрович (1990—2014) — солдат резерву Міністерства внутрішніх справ України, загинув у боях за Іловайськ.
- Янковський Олексій Сергійович (1993—2022) — український військовий, позивний Олекса, загинув 24 липня 2022 року поблизу села Семигір'я, що на Донеччині.[7]

## Додаткові джерела
- стаття Леніне — Інформаційно-пізнавальний портал | Кримська область у складі УРСР [Архівовано 8 січня 2020 у Wayback Machine.] (На основі матеріалів енциклопедичного видання про історію міст та сіл України, том — Історія міст і сіл Української РСР. Кримська область. — К.: Головна редакція УРЕ АН УРСР, 1970. — 992 с.)